# Вентиляторный доводчик
Вентиляторный доводчик, или фанко́йл, или Фэн-койл (англ. fan coil unit, от fan — вентилятор и coil — теплообменник; также англ. air handling unit — узел подготовки воздуха) — приёмник охлаждённого или нагретого носителя локального типа (воды, незамерзающей смеси) — конечный элемент систем кондиционирования воздуха типа чиллер-фанкойл или систем отопления, предназначенный, как минимум, для рециркуляции и охлаждения воздуха в кондиционируемом помещении.
Основное предназначение ФК — отопление или охлаждение помещений, устройство тепловых завес.

## Терминология
ГОСТ 22270-76 «Оборудование для кондиционирования воздуха, вентиляции и отопления»   предписывает перевод английского fan coil unit как «Вентиляторный доводчик», то есть устройство, осуществляющее с помощью встроенного вентилятора местную рециркуляцию и подачу в помещение смеси внутреннего воздуха с наружным воздухом, предварительно прошедшим обработку в центральном кондиционере воздуха, а также нагрев и (или) охлаждение воздуха).
На практике фанкойл, как правило, не предусматривает «подачу наружного воздуха»; системы чиллер-фанкойл, в общем случае, не имеют центрального кондиционера воздуха.

## Принцип работы
ФК состоит из радиатора (теплообменника), по которому циркулирует нагретая или охлаждённая (в зависимости от задачи системы) жидкость непосредственно перед создающим воздушный поток вентилятором. При прохождении через радиатор воздух передаёт тепло или холод помещению. Теплоносителем служит централизованно охлаждаемая/нагреваемая вода или незамерзающий водный раствор этиленгликоля. В самом фанкойле находится только теплообменник (водяной радиатор) и вентилятор, прокачивающий через него комнатный воздух. В более сложных системах фанкойл может также обеспечивать приточную вентиляцию (смешение воздуха помещения с наружным воздухом, поступающим от крышного кондиционера), и обогрев помещения (в этом случае внутри фанкойла может использоваться несколько теплообменников).

## Конструктивные варианты вентиляторных доводчиков
Наиболее распространены потолочные (канальные или кассетные) доводчики, монтируемые в стандартные ячейки подвесного потолка типа «Армстронг» (600 х 600 мм). Как правило, каждое кондиционируемое/отапливаемое помещение (комната) имеет локальный блок автоматики с возможностью централизованного перехвата управления (например, в особо жаркие дни, когда производительность системы оказывается недостаточной).
Также существуют настенные и напольные конструктивы, а также полностью скрытые фанкойлы, соединяемые с помещением вентиляционной решёткой или раструбом.

## Особенности работы вентиляторного доводчика
Вентиляторный доводчик, через теплообменник которого постоянно прокачивается вода, охлаждает/нагревает воздух постоянно — даже тогда, когда его вентилятор выключен. Чтобы избежать этого, используются обходные трубы и вентили с термоэлектрическим приводом, отключающие фанкойлы от водяной разводки.
Охлаждение воздуха при кондиционировании приводит к выпадению росы (конденсата) на теплообменнике. Конденсат самотёком собирается в приёмный лоток, и периодически откачивается оттуда специальным маломощным дренажным насосом, управляемым поплавковым клапаном. Насос сбрасывает конденсат в приёмную трубу низкого давления, проходящую под потолком помещения, оттуда вода стекает самотёком в канализацию.

## Преимущества
По сравнению с другими отопительными приборами, такими как радиаторы отопления, ФК обеспечивает лучшую циркуляцию воздуха. Применение ФК позволяет использовать отопительные приборы меньшего размера или уменьшить температуру теплоносителя.
При использовании ФК возможно эффективно производить отопление выходов из помещения с большим людским потоком, например входов торговых центров, метро и т. п.

## Недостатки
Наличие вентилятора повышает уровень шума, понижает надёжность по сравнению с пассивными приборами отопления (радиаторами).